# Cycloramphus faustoi
Cycloramphus faustoi é uma espécie de anfíbio da família Cycloramphidae. Endêmica do Brasil, pode ser encontrada na ilha de Alcatrazes localizada a 35 quilômetros da costa no estado de São Paulo.